# کاتژینا وینترووا
کاتژینا وینترووا (انگلیسی: Kateřina Winterová؛ ۱۲ فوریهٔ ۱۹۷۶) بازیگر و خواننده اهل جمهوری چک است. وی از سال ۱۹۹۳ میلادی تاکنون مشغول فعالیت بوده‌است.
از فیلم‌هایی که وی در آن‌ها نقش داشته است، می‌توان به تومان اشاره نمود.